# ليفربول موسم 2025–26
موسم 2025–26 هو الموسم الـ134 لنادي ليفربول لكرة القدم في التاريخ والموسم الـ64 على التوالي في الدوري الإنجليزي الممتاز. بالإضافة إلى الدوري المحلي، سيشارك النادي أيضًا في كأس الاتحاد الإنجليزي، وكأس الرابطة الإنجليزية، ودوري أبطال أوروبا، ودرع المجتمع الإنجليزي.
سيكون هذا هو الموسم الأول منذ موسم 2015–16 بدون ترنت ألكساندر-أرنولد، الذي انضم إلى ريال مدريد عند انتهاء عقده في 1 يونيو 2025، والموسم الأول منذ موسم 2019–20 بدون ديوغو جوتا الذي توفي في حادث سيارة في 3 يوليو 2025. في 11 يوليو 2025، تم إيقاف الرقم 20 لفريق جوتا على جميع المستويات لإحياء ذكرى وفاته.